# چارلی بارلی
چارلی بارلی (به انگلیسی: Charley Burley) (۶ سپتامبر ۱۹۱۷–۱۶ اکتبر ۱۹۹۲) یک بوکسور آمریکایی بود که از سال ۱۹۳۶ تا ۱۹۵۰ به سبک‌وزن و میان وزن جنگید. آرچی مور (به انگلیسی: Archie Moore)، قهرمان دسته سبک‌وزن که در یک دوره وزنه‌برداری در سال ۱۹۴۴ توسط بارلی مغلوب شد. از چندین مبارز که بارلی را بزرگترین جنگنده تاکنون نامیدند. بارلی صاحب تنها کسی است که دارنده هر دو عنوان رنگارنگ قهرمانی جهان در دسته سبک‌وزن و قهرمانی جهان در دسته میان وزن بود.

## میراث
دومین مبارزه بارلی با اوکلند بیلی اسمیت در سال ۱۹۴۶ است که تنها فیلم بوکس موجود اوست. در این فیلم نشان می‌دهد که چطور با ضد ضربه یک حریف بسیار بزرگتر از خود را نسبتاً راحت مقابله می‌کند.
ادی فوچ، مربی بزرگ، برلی را «بهترین جنگنده همه‌جانبه ای که من تا به حال دیدم» نامید.
بارلی در سال ۱۹۸۳ در لیست ۱۰۰ نفره مشاهیر تمام دوران مجله رینگ جای گرفت و در سال ۱۹۹۲ به تالار بین‌المللی مشاهیر بوکس مشهور راه پیدا کرد.
بارلی در لیست مجله رینگ از ۸۰ بهترین مبارز ۸۰ سال گذشته در رتبه ۳۹ قرار گرفت.